# Malovishersky (huyện)
Huyện Malovishersky (tiếng Nga: ? райо́н) là một huyện hành chính tự quản (raion), của Tỉnh Novgorod, Nga. Huyện có diện tích 3221 km², dân số thời điểm ngày 1 tháng 1 năm 2000 là 22300 người. Trung tâm của huyện đóng ở Malaya Vishera.